# Zoran Milanović
Zoran Milanović (Zagreb, 30 de octubre de 1966) es un político croata, que desde el 19 de febrero de 2020 ejerce como presidente del país. Es el actual líder del Partido Socialdemócrata de Croacia (SDP). Fue primer ministro de Croacia desde el 4 de diciembre de 2011 al 22 de enero de 2016.

## Elecciones de 2007
El SDP obtuvo 56 diputados mientras que la HDZ obtuvo 66. Ninguno obtuvo mayoría suficiente para gobernar, ya que la mayoría necesaria era 77 de los 153 diputados que conforman el Parlamento de Croacia. Después de las elecciones, Milanović se proclamó candidato a primer ministro, sin consultar al Comité Central de su partido. A pesar de haber obtenido el mejor resultado de su historia, el partido de Milanović se mantuvo en la oposición, ya que Ivo Sanader fue el primero en formar coalición de gobierno.

## Elecciones de 2011
En las elecciones celebradas el 4 de diciembre de 2011 el SDP, al frente de una coalición de centro-izquierda, obtuvo una amplia victoria, con lo que Milanović se convirtió en primer ministro de Croacia en sustitución de Jadranka Kosor, de la Unión Democrática Croata (HDZ).

## Presidente de Croacia
El 5 de enero de 2020 ganó las elecciones presidenciales en segunda vuelta con el 53 % de los votos compitiendo con la entonces presidenta Kolinda Grabar-Kitarović del partido conservador Unión Democrática Croata que logró el 47 %. Milanović ya fue ganador de la primera vuelta celebrada en diciembre de 2019 con el 29,5 % de los sufragios frente al 26,6 % de Grabar-Kitarovic. El ultranacionalista y popular cantante folk, Miroslav Škoro, se quedó fuera de la segunda vuelta a lograr el 24,4 %.

### Elecciones presidenciales 2024-25
Milanović se presentó a un segundo mandato presidencial en diciembre de 2024. Quedó en primer lugar, con el 49% de los votos, pero no alcanzó la mayoría absoluta, lo que dio lugar a una segunda vuelta en enero de 2025 contra Dragan Primorac del HDZ. Milanović ganó la segunda vuelta, con un 74,69% de los votos, lo que le convirtió de nuevo en presidente de Croacia. El porcentaje de votos de Milanović fue el más alto obtenido por un candidato presidencial en Croacia desde su independencia en 1991.